# Мефодий (Вернидакис)
Епи́скоп Мефо́дий (греч. Επίσκοπος Μεθόδιος, в миру Эммануи́л Вернида́кис, греч. Εμμανουήλ Βερνιδάκης; род. 27 июня 1969, Ираклион) — архиерей полуавтономной Критской православной церкви Константинопольского патриархата, епископ Кносский (с 2022), викарий Критской архиепископии.

## Биография
Родился 27 июня 1969 года в Ираклионе, в семье Панайиотоса и Александры из рода Темели (оба родом из города Ираклиона) и вырос в приходе Святой Троицы, буквально в церкви, у ног архимандрита Мефодия (Герогианнакиса), главы прихода и настоятеля монастыря Ангарафу.
Учился во 2-й начальной школе Ираклиона (Бодосакейо), 6-й гимназии (коммерческой) и 5-м лицее Ираклиона (Капенакейо). Затем он учился в высшей духовной школе Афин, где получил степень в октябре 1990 года, затем поступил в богословскую школу Университета Аристотеля в Салониках. Во время учебы в Салониках он служил, по благословению архиепископа Критского Тимофея (Папуцакиса), в Неа-Кринийской и Каламарийской митрополии, у митрополита Прокопия (Георгантопулоса).
16 февраля 1991 года он был пострижен в монахи в монастыре Ангарафу. 9 марта 1991 года архиепископом Критским Тимофеем в церкви Святой Троицы в Ираклионе был хиротонисан в иеродиакона, а 10 апреля 1994 года им же в кафоликоне монастыря Ангарафу был рукоположен во иеромонаха.
В июле 1994 года окончил богословскую школу Университета Аристотеля в Салониках. Он также имеет степень по английскому языку.
16 августа 1995 года возведён в достоинство архимандрита, а 16 апреля 1996 года назначен духовником. Служил приходским священником в приходах Галипе и Сгурокефали Критской архиепископии.
С декабря 1999 года и в течение двух лет он служил консультантом монастыря Ангарафу, а также ответственным попечителем отдела подготовки церковных руководителей Фонда коммуникации и образования Критской архиепископии.
29 октября 2001 года он был назначен настоятелем монастыря Ангарафу по решению архиепископа Критского Тимофея после голосования за его избрание братией монастыря.
21 апреля 2004 года он был назначен протосинкеллом Критской архиепископии с освобождением от должность настоятеля Монастыря Ангарафу.
15 июля 2016 года получил сан архимандрита Вселенского Престола от патриарха Константинопольского Варфоломея «по личному Патриаршему почёту и преференции» («κατ’ ιδίαν Πατριαρχικήν φιλοτιμίαν και προαίρεσιν»).
В силу своего положения и на основании Устава Критской церкви он является секретарем Епископского суда второй степени Критской церкви.
От имени Критской архиепископии он организовал научную конференцию на тему «Монастырь Ангарафу в эпоху венецианского правления», которая состоялась в Ираклионе 10 декабря 2019 с участием выдающихся учёных-преподавателей.
В течение ряда лет он успешно и с большой аудиторией проводил радиопередачи на радиостанции Священной Архиепископии Крита «ΤΟ ΦΩΣ», а также собрания по изучению и толкованию Священного Писания. Он ежегодно редактирует издание Календаря Критской архиепископии, а также редактирует юбилейное издание Святой Архиепископии Крита «Участие и вклад Церкви Крита в начале Великой революции 1821 года».
10 октября 2022 года решением Священного провинциального синода Критской православной церкви был избран викарием Критской архиепископии с титулом «Кносский».
5 ноября 2022 года в Митрополичьей церкви святого Мины в Ираклионе, Крит состоялась его епископская хиротония, которую возглавил архиепископ Критский Евгений (Антонопулос) в сослужении всех иерархов Критской церкви и представителей Элладской православной церкви.